# Cannalonga
Cannalonga község (comune) Olaszország Campania régiójában, Salerno megyében.

## Fekvése
A Cilento Nemzeti Park központi részén fekszik. Határai: Campora, Moio della Civitella, Novi Velia és Vallo della Lucania.

## Története
A települést a 9-10. században alapították. A következő századokban nemesi birtok volt. A 19. században vált önálló községgé, amikor a Nápolyi Királyságban felszámolták a feudalizmust. Hírnévre 1450-ben tett szert, amikor először rendezték meg a Szent Lucia-vásárt (Fiera di Santa Lucia). A kezdetben decemberben tartott vásár időpontja szeptemberre tolódott, sőt neve is megváltozott: Fiera di Frecagnola. A frecagnola egy helyi ital megnevezése, ami kecsketejből készül. 

## Népessége
A népesség számának alakulása:

## Főbb látnivalói
A település központja a Piazza del Popolo. Itt áll a Santa Maria Assunta-templom, valamint a polgármesteri hivatal és az egykori nemesi palota (Palazzo Ducale).